# Agelena
Agelena es un género de arañas araneomorfas que tejen telarañas de una gran superficie, en forma de embudo, en el fondo del cual acecha la araña a la espera de atrapar a sus presas.  El género está limitado al Viejo Mundo, apareciendo desde África y Europa hasta Japón.
En la península ibérica las dos especies más representativas de este género son Agelena labyrinthica y Agelena gracilens. En las islas Canarias encontramos varios endemismos como Agelena canariensis, Agelena gomerensis, Agelena gonzalezi y Agelena tenerifensis.

## Especies
Cuatro especies fueron transferidas al género Allagelena en 2006.
- Agelena agelenoides (Walckenaer, 1842) (Mediterráneo occidental)
- Agelena annulipedella Strand, 1913 (África central)
- Agelena atlantea Fage, 1938 (Marruecos)
- Agelena australis Simon, 1896 (Sur de África)
- Agelena babai Tanikawa, 2005 (Japón)
- Agelena barunae Tikader, 1970 (India)
- Agelena bifida Wang, 1997 (China)
- Agelena borbonica Vinson, 1863 (Reunión)
- Agelena canariensis Lucas, 1838 (Islas Canarias, Marruecos y Argelia)
- Agelena chayu Zhang, Zhu & Song, 2005 (China)
- Agelena choi Paik, 1965 (Corea)
- Agelena consociata Denis, 1965 (Gabón)
- Agelena cuspidata Zhang, Zhu & Song, 2005 (China)
- Agelena cymbiforma Wang, 1991 (China)
- Agelena donggukensis Kim, 1996 (Corea, Japón)
- Agelena doris Hogg, 1922 (Vietnam)
- Agelena dubiosa Strand, 1908 (Etiopía, Ruanda)
- Agelena fagei Caporiacco, 1949 (Kenia)
- Agelena funerea Simon, 1909 (Este de África)
- Agelena gaerdesi Roewer, 1955 (Namibia)
- Agelena gautami Tikader, 1962 (India)
- Agelena gomerensis Wunderlich, 1992 (Islas Canarias)
- Agelena gonzalezi Schmidt, 1980 (Islas Canarias)
- Agelena hirsutissima Caporiacco, 1940 (Etiopía)
- Agelena howelli Benoit, 1978 (Tanzania)
- Agelena incertissima Caporiacco, 1939 (Etiopía)
- Agelena inda Simon, 1897 (India)
- Agelena injuria Fox, 1936 (China)
- Agelena jaundea Roewer, 1955 (Camerún)
- Agelena jirisanensis Paik, 1965 (Corea)
- Agelena jumbo Strand, 1913 (África central)
- Agelena jumbo kiwuensis Strand, 1913 (Este de África)
- Agelena keniana Roewer, 1955 (Kenia)
- Agelena kiboschensis Lessert, 1915 (Este de África y central)
- Agelena koreana Paik, 1965 (Corea)
- Agelena labyrinthica (Clerck, 1757) (Paleártico)
- Agelena lawrencei Roewer, 1955 (Zimbabue)
- Agelena limbata Thorell, 1897 (China, Corea, Japón)
- Agelena lingua Strand, 1913 (África central)
- Agelena littoricola Strand, 1913 (África central)
- Agelena longimamillata Roewer, 1955 (Mozambique)
- Agelena longipes Carpenter, 1900 (Inglaterra (introducida))
- Agelena lukla Nishikawa, 1980 (Nepal)
- Agelena maracandensis (Charitonov, 1946) (Asia central)
- Agelena mengeella Strand, 1942 (Alemania)
- Agelena mengei Lebert, 1877 (Suiza)
- Agelena micropunctulata Wang, 1992 (China)
- Agelena moschiensis Roewer, 1955 (Tanzania)
- Agelena mossambica Roewer, 1955 (Mozambique)
- Agelena nairobii Caporiacco, 1949 (Este de África y central)
- Agelena nigra Caporiacco, 1940 (Etiopía)
- Agelena nyassana Roewer, 1955 (Malawi)
- Agelena oaklandensis Barman, 1979 (India)
- Agelena orientalis C. L. Koch, 1837 (Italia e Irán)
- Agelena otiforma Wang, 1991 (China)
- Agelena poliosata Wang, 1991 (China)
- Agelena republicana Darchen, 1967 (Gabón)
- Agelena sangzhiensis Wang, 1991 (China)
- Agelena satmila Tikader, 1970 (India)
- Agelena scopulata Wang, 1991 (China)
- Agelena secsuensis Lendl, 1898 (China)
- Agelena sherpa Nishikawa, 1980 (Nepal)
- Agelena shillongensis Tikader, 1969 (India)
- Agelena silvatica Oliger, 1983 (Rusia, China, Japón)
- Agelena suboculata Simon, 1910 (Namibia)
- Agelena tadzhika Andreeva, 1976 (Rusia, Asia central)
- Agelena tenerifensis Wunderlich, 1992 (Islas Canarias)
- Agelena tenuella Roewer, 1955 (Camerún)
- Agelena tenuis Hogg, 1922 (Vietnam)
- Agelena teteana Roewer, 1955 (Mozambique)
- Agelena tungchis Lee, 1998 (Taiwán)
- Agelena zorica Strand, 1913 (Este de África y central)
- Agelena zuluana Roewer, 1955 (Sur de África)